# Gong Ji-young
Gong Ji-yeong (en hangeul : 공지영), née le 31 janvier 1963 , est une romancière sud-coréenne faisant partie de la « nouvelle vague » des auteures coréennes qui ont révolutionné la littérature coréenne dans les années 1980 et 1990.

## Biographie
Gong Ji-yoeong (graphie préférée par l'auteur) s'intéresse très tôt à l'écriture, et écrit ses premiers récits et poèmes dès l'adolescence. C'est durant les années 1980 qu'elle entre en contact avec les mouvements étudiants pour la démocratisation du pays. En 1985, elle obtient sa licence en littérature à l'université Yonsei. Son premier roman, Quand l'aube se lève (Dong teuneun saebyeok), est directement lié à ses activités dans les manifestations étudiantes contre le régime militaire durant les années 1980. Ses premiers travaux traitent ainsi essentiellement des soulèvements pour la démocratie à travers le pays.

## Œuvre
Gong Ji-Young a commencé à écrire à plein-temps à partir de 1988. Ses récits se concentrent essentiellement sur la condition des travailleurs en Corée du Sud, les exclus et les personnes victimes d'ostracisme. Elle écrit également sur la condition des jeunes femmes essayant de suivre une carrière professionnelle indépendante en dehors du cocon familial.
Elle est ainsi considérée comme une autrice féministe. Dans beaucoup de ses récits, elle évoque la place de la femme à la suite des mouvements pour la démocratie en Corée, dans une société encore patriarcale. Alors que la dictature a laissé place dans les années 90 à une société prospère et relativement calme, la jeunesse contestataire de Corée se retrouve livrée à elle-même dans un monde soudain modernisé et démocratisé. Dans cette société nouvellement hiérarchisée par le pouvoir dominant des hommes, elle ressent une certaine confusion et exprime sa colère dans ses récits.
Ainsi, Ji-young Gong continue à lutter pour une parité hommes-femmes dans la société coréenne, arguant que même si cette parité est établie sur le plan de la loi, en pratique elle n'est pas encore effective. Sa nouvelle Pars seule comme une corne de rhinocéros (Muso-ui ppulcheoreom honjaseo gara, 1993) traite directement de cette question de l'égalité des sexes. Cette nouvelle a été adaptée au cinéma (1995) ainsi qu'au théâtre.
Dans son roman Ma sœur Bongsoon (Bonsuni eonni) Gong dépeint la vie d'une Coréenne dans les années 60. Dans son best-seller Jeudi saint (Seong mogyo-il) elle traite de la question de la peine capitale, et dans son récit autobiographique Maison du bonheur (Jeulgeo-un na-ui jip) elle dépeint la vie quotidienne d'une mère divorcée. Dans un récit plus récent, Les Enfants du silence (Dogani), elle traite de la répression sexuelle en Corée ainsi que des violences et des abus envers les handicapés.
Elle est aussi une des premières autrices en Corée à utiliser l'internet pour faire connaître ses romans en publiant pendant six mois Les Enfants du silence  (Dogani) sur le portail Daum en 2008.
En 2009, son roman Les Enfants du silence  (Dogani) a eu un impact sur les consciences en Corée par rapport à la situation des handicapés . L'adaptation du film en 2011 fut également un succès ce qui attira l'attention du parti conservateur Grand Parti national qui demanda une enquête sur ses activités politiques . L'autrice se moquera plus tard de ces enquêtes, notamment via son compte Twitter en postant « Merci au Grand Parti national pour m'avoir rendu populaire à l'international ». Gong est une utilisatrice influente de twitter dans son pays avec plusieurs centaines de milliers de suiveurs.
En 2011, Gong Ji-young remporte le prix Yi Sang pour la nouvelle, Flânez pieds nus dans les ruelles de mots (Maenballo geulmogeul dolda).

## Vie personnelle
Gong a été divorcée trois fois et a trois enfants.